# Diego Musiak
Diego Musiak (Argentina, 15 d'abril de 1969) és un director de cinema, productor i guionista argentí.

## Carrera
La seva cinematografia l'ha portat a rodar als cinc continents, participant en diverses coproduccions internacionals. Algunes de les seves pel·lícules han obtingut premis internacionals en els festivals de Cinequest, Los Ángeles, Trieste, Viña del Mar, Cartagena, Schingel, entre d'altres.
Ha treballat amb actors i actrius nacionals i internacionals canviats de nom, com ara Miguel Ángel Solá, Martín Seefeld, Maria Grazia Cucinotta, Geraldine Chaplin, China Zorrilla, Susú Pecoraro, Virginia Lago, entre otros.

## Filmografia
Director
- Encontrados (2020)[4]
- Hostias - Un amor de película (2012)
- Cartas para Jenny (2009)
- La mayor estafa al pueblo argentino (documental - 2004)
- Te besaré mañana (2001)
- Historias clandestinas en La Habana (1997)[1][3]
- Fotos del alma (1995)[2]

## Premis i nominacions
Els seus films han obtingut els següents guardons:
Historias clandestinas en La Habana
Asociación de Cronistas Cinematográficos de la Argentina, Premis Cóndor de Plata 1998
- Ulises Dumont nominat al premi al millor actor de repartimrny.

Festival Cinequest San José de San José, Califòrnia 1998
- Pel·lícula guanyadora del Premi del Públic amb Desafiando la gravedad (1997).
- Pel·lícula nominada al Premi Maverick Spirit

Fotos del alma
Asociación de Cronistas Cinematográficos de la Argentina, Premios Cóndor 1996
- Nominat al Premi a la Millor Opera Prima